# Mixed Kebab
Mixed Kebab è un film del 2012 diretto da Guy Lee Thys.

## Trama
Ibrahim, un giovane musulmano che vive in Belgio, vive apertamente la sua omosessualità, nonostante si debba sposare con Elif, sua cugina, per un accordo familiare tra i rispettivi genitori dei ragazzi. Per questo motivo, Ibrahim, si fa chiamare Bram, e incomincia ad uscire con Kevin. La sera in cui i due escono, la madre di Kevin, Marina, viene aggredita da un gruppo di ragazzi spericolati, di cui Radu è il capo, ma di cui è partecipe anche Furkan, il fratello minore di Bram. Elif, è innamorata perdutamente del cugino, ma viene corteggiata da un uomo, di cui non le importa nulla. Bram litiga con il fratello per non essere andato a scuola per quattro giorni, facendo chiamare a casa dalla segreteria del collegio. Furkan tuttavia lo minaccia, dicendo che se avesse rivelato tutto al padre, lui gli avrebbe rivelato della sua omosessualità. Bram rivela il tutto alla sorella Canan, poi alla madre e infine al padre Mehmet, facendo scoppiare un vero e proprio pandemonio. Come promesso da Furkan, viene rivelato il segreto di Bram, ma il padre non lo crede, picchiando a sangue il figlio più piccolo, facendolo scappare. A peggiorare la situazione è l'intervento della polizia, che cerca da per tutto colui che derubato Marina, senza trovarlo.
Dopo la sfuriata con il figlio, Mehmet si dirige in un bar, e parlando con un amico, gli viene confermato l'ipotesi secondo cui Bram potrebbe essere omosessuale. L'uomo smentisce il tutto, dicendogli che presto, suo figlio si sposerà con Elif. Con l'avvicinarsi del matrimonio, Bram chiede a Kevin di venire con lui in Turchia, e quest'ultimo accetta. Nicole, l'agente che aiuta Marina a trovare i rapinatori, porta Furkan in caserma. Sapendo della sua colpevolezza grazie a Radu, che in realtà è una spia, lo rinchiude in prigione fino al mattino seguente. Uscito di galera, il ragazzo viene avvicinato da un uomo che fa parte di un'organizzazione che denuncia la polizia per aggressioni a extracomunitari. Furkan si fa fare così svariate foto che ritraggono la violenza che gli è stata causata in realtà dal padre.  Arrivati in un hotel in Turchia, Bram e Kevin dormono nello stesso letto. Il corteggiatore di Elif, Yusuf li scopre, e gli scatta alcune fotografie. Il giorno dopo, Bram incontra Elif, e quest'ultima non solo si dimostra spendacciona e frivola, ma anche irascibile con la maggior parte degli uomini.
Bram, quando si trova nella sauna turca ha un rapporto con Kevin, e viene nuovamente filmato da Yusuf. Mehmet, scopre che Furkan fa parte di una strana moschea – che sarebbe in realtà l'organizzazione – e non accetta categoricamente la cosa. Yusuf fa vedere le foto a Elif, quest'ultima, anche se con il cuore spezzato, rivela che sposerà lo stesso suo cugino perché non ha nessuna intenzione di rimanere in un paese dove le donne non hanno diritti. In possesso delle foto, Elif, ricatterà Bram, quest'ultimo darà il suo consenso a sposarla, ma ritornerà in Belgio solo con Kevin. Col passare del temo, Elif, farà ricevere a Mehmet le foto scandalose del figlio. L'uomo infuriato, insieme al resto della sua famiglia, accusa il figlio. Bram, ammetterà di essere gay, di amare Kevin, e di voler stare con lui. I due si fidanzeranno, ma la loro serenità durerà poco, visto che Furkan, mentre va a uccidere Kevin. viene accoltellato da Radu e i suoi compagni davanti al locale di Marina e finisce in ospedale accompagnato da suo fratello Bram. La famiglia turca si ritrova all'ospedale, dove Kevin è accettato dalla madre di Bram, mentre il padre rifiuta di stringergli la mano.  Quando il ragazzo  va via, Bram lo chiama e di fronte a lui  allarga le braccia. Kevin sorride vagamente, mentre Bram resta serio e torna dai genitori. Sarà dura per lui convincere il padre e i parenti ad accettare la sua omosessualità.